# グリセオフルビン
グリセオフルビン（Griseofulvin）は抗真菌薬の一つで、アオカビの一種Penicillium griseofulvum から得られる。主として経口用に用いられる。分子式C17H17ClO6、CAS登録番号[126-07-8]。グリセチンは2008年に日本で販売終了。

## 作用機序
作用機構としては、真菌の微小管に結合して脱重合を阻害し、有糸分裂を阻害する。これとは別に、体内で合成中のケラチンに結合する特徴があるため、皮膚・爪・毛髪における真菌の生育（爪水虫等）を治療する効果が高い。真菌のうちTrichophyton 、MicrosporumやEpidermophyton などには抗菌スペクトルを示すが、Phytophthora などの藻菌類、Saccharomyces 、Candida などの酵母や Aspergillus 、Penicillium などの糸状菌には抗菌作用を示さない。

## 副作用
副作用として頭痛、めまいなどがあり、また肝障害のある場合は禁忌とされる。動物試験で催奇形性が指摘されているため、妊娠・授乳中の使用も認められない。動物の微小管にも影響を与えうるので、発癌性の可能性も指摘される（IARC発がん性リスク一覧ではGroup2B（人に対する発がん性が疑われる）とされる）。

## 歴史
グリセオフルビンは、1939年ロンドン大学の Oxford らによって発見された。1946年、Brian らによって Penicillium janczewskii から真菌に異常をきたす物質 curling factor が単離されるが、翌年 Grove らによってグリセオフルビンと同定された。日本においては日本化薬が経口製剤化し、1962年に製造承認を取得し、「グリセチンV錠」の名称で販売を開始した。
しかし、副作用の問題やテルビナフィンなどの新薬の登場、薬価が一錠約11円と非常に低かったこと、そして日本に原材料が輸入されなくなったため、2008年12月をもって日本では製造販売を終了し、処方されていない。ただし世界では処方されている。